# Жерар Мулумба Калемба
Жерар Мулумба Калемба (фр. Gérard Mulumba Kalemba; 8 июля 1937, Кананга — 15 апреля 2020, Киншаса, Демократическая Республика Конго) — конголезский римско-католический религиозный деятель, священник, епископ Мвека, лидер гражданского кабинета ДРК.

## Биография
Представитель народа Луба. Брат Премьер-министра Республики Заир Этьена Чисекеди. Приходился дядей президенту страны Феликсу Чисекеди.
Рукоположён в священники в августе 1967 года. В июле 1989 года назначен епископом Мвека. На покой вышел в феврале 2017 года.
Умер 15 апреля 2020 года от COVID-19.